# Arrondissement di Saint-Laurent-du-Maroni
L'arrondissement di Saint-Laurent-du-Maroni è una suddivisione amministrativa francese, situata nel dipartimento d'oltremare francese della Guyana.

## Composizione
L'arrondissement di Saint-Laurent-du-Maroni raggruppa 8 comuni in 3 cantoni:
- Cantone di Mana
- Cantone di Maripasoula
- Cantone di Saint-Laurent-du-Maroni

### Comuni
| 1. Apatou (97360)      | 2. Awala-Yalimapo (97361) | 3. Grand-Santi (97357)             | 4. Mana (97306) |
| 5. Maripasoula (97353) | 6. Papaïchton (97362)     | 7. Saint-Laurent-du-Maroni (97311) | 8. Saül (97352) |